# Jeanne Bueche
Jeanne Bueche (* 15. April 1912 in Saint-Imier; † 28. Juni 2000 in Delémont), heimatberechtigt in Court, war eine Schweizer Architektin.

## Biografie
Jeanne Bueche wurde als Tochter des Architekten Louis Bueche reformiert getauft. Sie konvertierte 1944 zur katholischen Konfession und blieb ledig. 1935 erwarb Bueche als Schülerin von Otto Rudolf Salvisberg das Architekturdiplom an der ETH Zürich. Sie arbeitete u. a. 1938 in Stuttgart, 1941 in Lugano bei Rino Tami sowie bei ihrem Vater, bis sie 1944 als erste Architektin der französischen Schweiz in Delémont ein eigenes Büro eröffnete. Als einzige Frau ihrer Zeit spezialisierte sie sich auf Sakralarchitektur. Bueche baute acht Kirchen und führte etwa 30 Umbauten und Restaurierungen durch, die meisten davon im Jura. Sie arbeitete mit Künstlern wie Fernand Léger, Coghuf, Maurice Estève, Jean Lurçat und Remo Rossi zusammen. Ab 1944 war sie Mitglied des Schweizerischen Ingenieur- und Architektenvereins, ab 1960 des Bundes Schweizer Architekten und von 1960 bis 1968 der der Eidgenössischen Kunstkommission. Im Jahr 1976 war sie Mitbegründerin und von 1980 bis 1988 Präsidentin der Association pour la sauvegarde du patrimoine rural jurassien (Vereinigung zur Erhaltung des bäuerlichen Erbes im Kanton Jura).

## Bueches Kirchenbauten

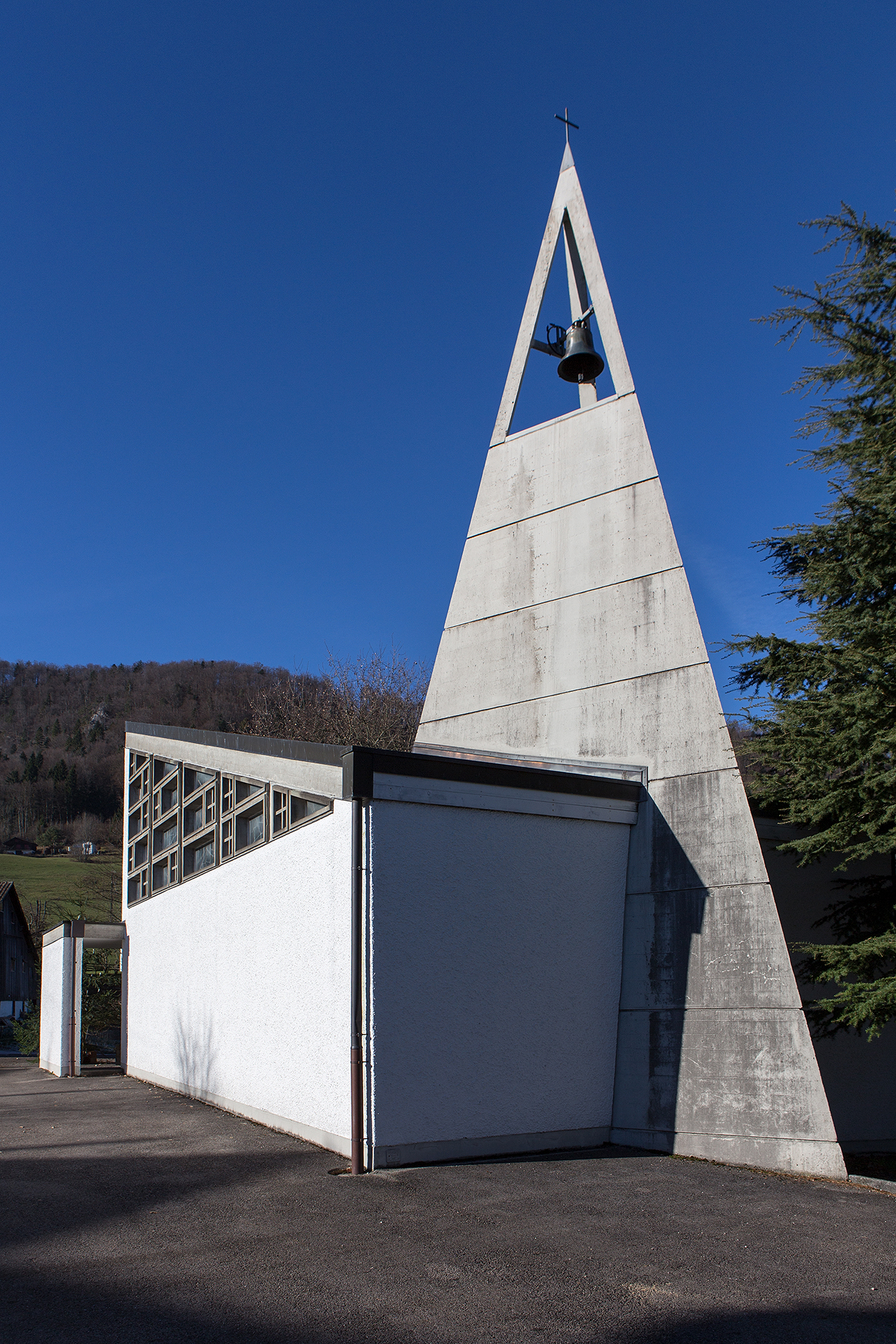
Kapelle Vellerat

Bueche entwarf unter anderem folgende Kirchen:
- Chapelle de Montcroix in Delémont, mit Erweiterung von Kloster und Kreuzgang (1949–1951)
- Église St-Germain-d’Auxerre in Courfaivre (1952–1954)
- Chapelle Notre-Dame des Clés in Broc (1955/56)
- Chapelle de la Immaculée-Conception in Berlincourt (1958/59)
- Église Saint Nicolas de Flüe in Corgémont (1959)
- Chapelle de la Sainte-Famille in Vellerat (1960/61)

Zudem restaurierte sie zahlreiche Kirchen, beispielsweise:
- Kirche Saint-Valbert / Église Saint-Valbert in Soubey (1957–1963)[2]